# Chiến lược đẩy - kéo
Để khuyến khích các hoạt động mua và bán diễn ra trên thị trường, người ta thường sử dụng hai hình thức cơ bản: tiếp thị kéo (pull marketing) và tiếp thị đẩy (push marketing) là lý thuyết kinh điển trong Marketing.

## Định nghĩa
Marketing đẩy (Push marketing)
- Cơ chế Marketing đẩy bao gồm tất cả các hoạt động cung cấp sản phẩm và dịch vụ vào quy trình phân phối của các trung gian, chú trọng phân phối sỉ, các cấp trung gian hay người bán. Bên cạnh đó, chiến lược đẩy còn thúc đẩy việc bán hàng bằng cách đưa ra các biện pháp khiến cho các thương nhân, khách hàng bán buôn, bán lẻ nỗ lực hoạt động.
- Mục đích của các trung gian phân phối là bán được nhiều hàng hoá để hưởng lợi từ phía nhà sản xuất và giải phóng hàng tồn kho. Vì vậy, các nhà sản xuất và nhà cung cấp dịch vụ phải làm cách nào để cung cấp sản phẩm hoặc dịch vụ hiệu quả đến với trung gian phân phối.
- Bán hàng chiết khấu, ký gửi, thanh toán 100% hay  nhiều đợt thanh toán, gối đầu sản phẩm, tiền trợ cấp phân phối, trợ cấp quảng cáo … là những cách được áp dụng cho chiến lược đẩy. Bên cạnh đó, nhà sản xuất hay nhà cung cấp dịch vụ luôn sẵn sàng hỗ trợ: bán hàng, giám sát, quản lý khu vực … để hỗ trợ trung gian khi cần thiết. Đội ngũ nhân viên hỗ trợ còn có nhiệm vụ thu thập thông tin về: đối thủ cạnh tranh, phân khúc khách hàng, thị trường… để báo về nhà sản xuất có thay đổi kịp thời với các biến đổi đó.

Marketing kéo (Pull Marketing)
Đây là cơ chế lôi kéo khách hàng mua lẻ hay người tiêu dùng sử dụng sản phẩm hay dịch vụ của mình bằng cách dùng các công cụ tiếp thị. Các phương pháp của chiến lược này:
- Sử dụng công cụ Digital Marketing: gồm SEO (Search Engine Optimization) và quảng cáo Google Ads.
- Đặt các booth sampling tại các điểm bán hàng, cửa hàng bán lẻ, trường học tuỳ theo khách hàng mục tiêu mà doanh nghiệp muốn hướng tới.
- Tổ chức sự kiện (event): ra mắt sản phẩm mới với các lãnh đạo cao cấp, giới truyền thông. Mời các nghệ sĩ nổi tiếng cùng tham gia để giới thiệu sản phẩm.
- Quan hệ công chúng (public relation): giới thiệu rộng rãi và tạo mối liên hệ hình ảnh sản phẩm hoặc dịch vụ mới đến với khách hàng, người tiêu dùng.
- Hợp tác với các KOL quảng bá, giới thiệu, chia sẻ cảm nhận về sản phẩm hoặc dịch vụ mới.
- Marketing qua mạng xã hội (Social Media Marketing) và cộng đồng trực tuyến (Online Community): giúp lan truyền thông tin nhanh chóng, tăng độ nhận biết thương hiệu, độ tương tác cao, tiết kiêm chi phí cho doanh nghiệp.

## Khuyến mãi
Trong từ điển Hán – Việt,  “ mãi “ có nghĩa là mua, khuyến mãi có nghĩa là khuyến khích hành động mua và mua nhiều hơn của người tiêu dùng. Hoạt động này còn nhằm mục đích quảng bá thương hiệu sản phẩm. Một số hình thức khuyến mãi mà ta thường dễ nhìn thấy nhất và bị thu hút bởi nó đó chính là: mua 2 tặng 1, tặng vật dụng thiết yếu đi kèm như áo mưa, mũ bảo hiểm, hàng lưu niệm… Các hình thức này xuất phát từ mục đích của nhà sản xuất hay nhà cung cấp dịch vụ là khiến người tiêu dùng ấn tượng và hấp dẫn để mua ngay sản phẩm đó.

## Khuyến mại
Khuyến mại chính là khuyến khích hành động bán của trung gian phân phối. Vì từ “ mãi ” và “ mại ” chỉ khác về dấu nên đôi khi người đọc dễ nhầm lẫn khi dùng và hiểu về hai hình thức này. Đây là một hình thức thuộc cơ chế đẩy sản phẩm. Các cấp trung gian phân phối thường cùng bán một sản phẩm hoặc dich vụ nhưng điều kiện về kho bãi, thị trường, địa lý rất khác nhau. Những đại lý bị giới hạn thường quan tâm đẩy mạnh các sản phẩm hoặc dịch vụ mà họ được lợi nhiều hơn. Chính vì thế, nhà sản xuất hay nhà cung cấp dịch vụ liên tục thay đổi và đưa ra các hình thức khuyến mại hấp dẫn để thúc đẩy các cấp trung gian yếu chú trọng thúc đẩy hàng hoá của mình.

## Ứng dụng
Trong hoạt động quảng cáo sản phẩm và dịch vụ, có hai chiến lược cơ bản là đẩy và kéo. Push Marketing thường được sử dụng trong giai đoạn tiếp cận khách hàng tiềm năng mới, hồi sinh với khách hàng cũ và duy trì khách hàng hiện tại. Pull Marketing thường được sử dụng để gây ấn tượng thu hút với những người tiêu dùng đang nghiên cứu, tìm kiếm sản phẩm từ đó định hướng hình ảnh sản phẩm hoặc dịch vụ của bạn trong tâm trí họ.
Push Marketing: là một chiến thuật tìm kiếm khách hàng tiềm năng và chủ động cho họ thấy những gì có từ sản phẩm hoặc dịch vụ của bạn. Thông thường một số cách để quảng cáo đẩy chính là:
- Các chương trình liên kết: Thông thường các doanh nghiệp để tiết kiệm chi phí quảng cáo và đảm báo doanh thu, các doanh nghiệp thường xây dựng các chương trình tiếp thị liên kết cho sản phẩm và dịch vụ hiện tại.
- Tìm hiểu khách hàng bằng điện thoại và gửi thư điện tử trực tiếp: thông thường qua những quảng cáo trực tuyến,  lượng khách hàng tiềm năng quan tâm đến sản phẩm sẽ tương tác thông qua quảng cáo đó, các doanh nghiệp thu thập địa chỉ thư điện tử của khách hàng để gửi thư trực tiếp đến cho họ và chào bán sản phẩm, dịch vụ của doanh nghiệp sau đó gọi điện thoại trực tiếp để tư vấn chuyên sâu.
- Quảng cáo: đây chính là một trong cách thức quan trọng để mở rộng số lượng khách hàng tiềm năng. Các doanh nghiệp thường quảng cáo trên các trang web để tiết kiệm chi phí. Thông thường là quảng cáo in, quảng cáo truyền hình, email marketing.

Pull Marketing  : với mục đích tạo ra nhận thức thương hiệu để cho khách hàng dễ dàng nhận biết sản phẩm hoặc dịch vụ của bạn, từ đó khách hàng tiềm năng có nhu cầu sẽ tự tìm đến. Một số cách thức thường được áp dụng khi sử dụng chiến lược này:
- Tập trung vào SEO: tối ưu hoá công cụ tìm kiếm và từ khoá trên trang web để chiếm được vị trí hiển thị cao. Khách hàng tìm năng có nhu cầu sẽ dễ dàng tìm thấy sản phẩm hoặc dịch vụ của bạn.

- Tập trung vào nội dung content: sáng tạo nội dung, hình ảnh, âm thanh, ký hiệu, màu sắc đúng với đối tượng khách hàng, đúng với nhu cầu thông tin mà họ tìm kiếm, lan truyền được thông điệp của sản phẩm.
- Sử dụng quảng bá lan truyền, tận dụng các mạng xã hội trực tuyến để bạn bè chia sẻ, sử dụng blog và tăng cường truyền miệng.